# Нерегулярный спутник

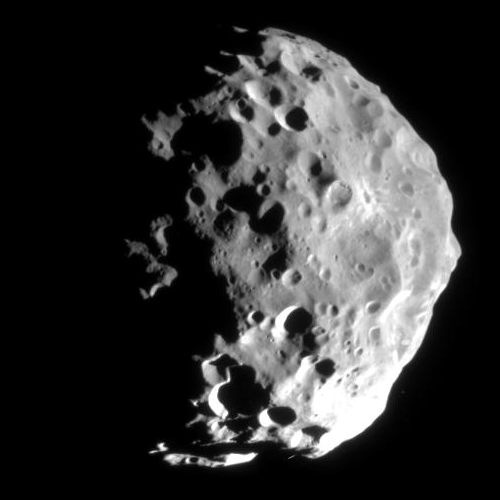
Феба — самый большой нерегулярный спутник Сатурна

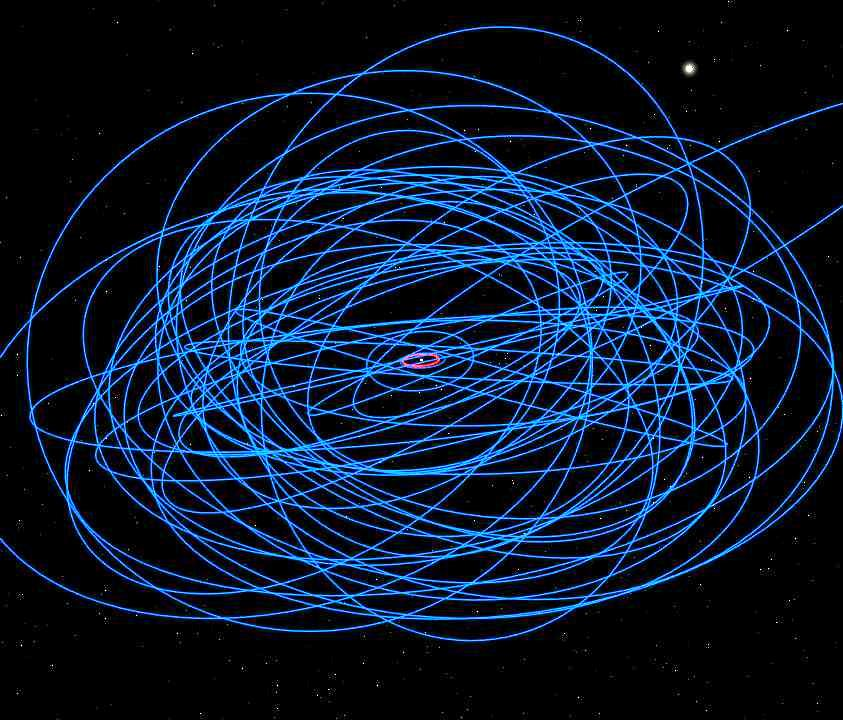
Орбиты нерегулярных спутников Сатурна. Для сравнения, в центре красным цветом показана орбита регулярного спутника — Титана

Нерегуля́рный спу́тник (англ. irregular, иногда используется калька иррегулярный) — естественный спутник планеты, движение которого отличается от общих правил. Это может быть спутник, орбита которого более вытянута, иначе говоря, с большим эксцентриситетом; спутник, который движется по орбите в обратном направлении; спутник, орбита которого характеризуется больши́м наклоном к экваториальной плоскости.
Считается, что нерегулярные спутники образованы не из той же части протопланетного диска, из которой была создана протопланета, то есть они были захвачены гравитацией планеты.
Известно чуть более 100 нерегулярных спутников у всех четырёх планет-гигантов в Солнечной системе, многие из них были открыты в 1990-х годах и позднее.